# Chiesa di Santa Maria Assunta (Verzasca)
La chiesa parrocchiale di Santa Maria Assunta è un edificio religioso che si trova a Verzasca, nella frazione di Brione Verzasca, in Canton Ticino.

## Storia
Eretta nel 1296, venne ampliata nei secoli XVI e XVII. Il campanile è del 1541 mentre il portico antistante la facciata è del 1665. Nel 1840 venne ulteriormente modificata: la navata venne alzata, mentre il coro fu ricostruito.

## Descrizione
La chiesa ha una pianta ad unica navata sormontata da una volta a botte lunettata, mentre il presbiterio è sormontato da una cupola. 
In facciata e all'interno della chiesa, affreschi databili al XIV secolo.